# 34-я смешанная авиационная дивизия
34-я смешанная авиационная дивизия — тактическое соединение морской авиации Балтийского флота ВМФ Российской Федерации. Располагается в Калининградской области Российской Федерации.

## История
Формирование 34-й смешанной авиационной дивизии начато в 2019 году. 72-я гвардейская авиационная Новгородско-Клайпедская Краснознамённая база имени маршала авиации И. И. Борзова Балтийского флота была переформирована в дивизию. В новое соединение вошли 689-й гвардейский истребительный и 4-й гвардейский смешанный авиационные полки Позднее 689-й полк был переведён в состав 6-й армии ВВС и ПВО ВКС.

## Состав
В составе 34-й смешанной авиационной дивизии находится один авиационный полк и смешанный вертолётный полк с ударными, поисково-спасательными и протоволодочными вертолётами.
| Формирование | Воинская часть № | Дислокация  |
| --- | ---------------- | ----------- |
| 4-й гвардейский смешанный авиационный Новгородско-Клайпедский Краснознамённый полк имени маршала авиации И. И. Борзова |                  | Чкаловск    |
| 396-й смешанный вертолётный полк                                                                                       |                  | пгт Донское |